# 2015年至2016年香港足總盃
2015–16年香港足總盃是第 42 屆香港足總盃的足球賽事。本屆足總盃繼續讓低組別聯賽球隊參與，12 隊參賽隊包括香港足總盃初級組的前三名球隊與 9 支超聯球隊爭奪本屆賽事冠軍。冠軍可參與本季亞洲足協盃資格賽。

## 賽制
9 隊超聯球隊聯同 3 隊來自2015–16年香港足總盃初級組前三名球隊會角逐賽事。整個賽事均會以單場淘汰賽形式進，但假如雙方於法定 90 分鐘內賽和，會進行 30 分鐘加時賽，再賽和則會再以互射十二碼方式來決勝負。

## 參賽球隊
2015–16年香港超級聯賽中的 9 支球隊均會直接參加這次賽事之決賽週，而晨曦、大埔及灣仔則以2015–16年香港足總盃初級組前三名資格參與足總盃賽事。
| 球隊（聯賽）     | 上屆成績         | 奪冠次數 |
| ---------------- | ---------------- | -------- |
| 傑志（超）       | 冠軍             | 3 次     |
| 東方（超）       | 亞軍             | 4 次     |
| 夢想駿其（超）   | 準決賽出局       | 0 次     |
| 南華（超）       | 準決賽出局       | 10 次    |
| 大埔（甲）       | 半準決賽出局     | 1 次     |
| 灝天黃大仙（超） | 半準決賽出局     | 0 次     |
| 元朗（超）       | 半準決賽出局     | 1 次     |
| 標準流浪（超）   | 半準決賽出局     | 0 次     |
| 香港飛馬（超）   | 第一圈出局       | 1 次     |
| 冠忠南區（超）   | 第一圈出局       | 0 次     |
| 晨曦（甲）       | 初賽半準決賽出局 | 1 次     |
| 灣仔（甲）       | 初賽第三圈出局   | 0 次     |

## 球賽資料

### 第一圈
| 2016年2月3日 FA01 | 香港飛馬（超）                                                             | 6–1  | 灣仔（甲）  | 九龍灣公園               |
| 20:00             | 鄭禮騫 4' · 迪亞高 11' · 羅港威 49' · 李嘉耀 66' · 梁冠聰 74' · 陳柏熹 80' | 報告 | 巢鵬飛 90+' | 入場人數： 259 ： 廖國文 |

| 2016年2月4日 FA02 | 大埔（甲） | 1–3  | 冠忠南區（超）                | 九龍灣公園               |
| 20:00             | 佳 30'     | 報告 | 杜馬思 5', 40' · 迪亞斯 45+3' | 入場人數： 331 ： 鄧慶富 |

| 2016年2月5日 FA03 | 晨曦（甲） | 0–4  | 標準流浪（超）                            | 九龍灣公園               |
| 20:00             |            | 報告 | 卓耀國 37', 76' · 周綽豐 50' · 鄭兆均 66' | 入場人數： 267 ： 黃炳聰 |

| 2016年2月6日 FA04 | 灝天黃大仙（超） | 0–2  | 元朗（超）                  | 九龍灣公園               |
| 14:30             |                  | 報告 | 法比奧 25' · 雲迪奴域 90+7' | 入場人數： 267 ： 吳超覺 |

### 半準決賽
| 2016年4月16日 FA05 | 東方（超） | 0–1  | 元朗（超）   | 旺角大球場                 |
| 14:30              |            | 報告 | 盧斯安奴 19' | 入場人數： 1,209 ： 廖國文 |

| 2016年4月16日 FA06 | 夢想駿其（超）            | 2–5  | 標準流浪（超）                                                   | 青衣運動場               |
| 17:30              | 福田健二 21' · 利奧 90+2' | 報告 | 卓耀國 44'（十二碼）, 71' · 迪基圖 50' · 連卓思 87' · 許嘉樂 89' | 入場人數： 215 ： 何煒昇 |

| 2016年4月17日 FA07 | 南華（超） | 1–3  | 香港飛馬（超）                               | 旺角大球場                 |
| 14:30              | 林學曦 40' | 報告 | 阿杜域 33'（十二碼） · 麥基 49' · 梁冠聰 58' | 入場人數： 1,745 ： 吳超覺 |

| 2016年4月17日 FA08 | 傑志（超） | 1–2  | 冠忠南區（超）          | 青衣運動場               |
| 17:30              | 羅勳奴 87' | 報告 | 卡里爾 36' · 陸志豪 82' | 入場人數： 554 ： 劉晃熙 |

### 準決賽
| 2016年4月30日 FA09 | 標準流浪（超） | 1–2  | 元朗（超）                        | 旺角大球場                 |
| 15:00              | 連卓思 50'     | 報告 | 法比奧 65' · 劉松偉 89'（烏龍球） | 入場人數： 1,083 ： 陸建燊 |

| 2016年5月1日 FA10 | 冠忠南區（超） | 0–2  | 香港飛馬（超）        | 旺角大球場                 |
| 15:00             |                | 報告 | 迪亞高 33' · 黃威 87' | 入場人數： 1,492 ： 劉晃熙 |

### 決賽
| 2016年5月15日 FA11                     | 香港飛馬（超） | 1–1 (加時) (4–3 )                              | 元朗（超）   | 香港大球場                 |
| 15:00                                  | 阿杜域 74'     | 報告                                           | 雲迪奴域 67' | 入場人數： 4,190 ： 劉晃熙 |
|                                        |                |                                                |              |                            |
| 阿杜域 · 利馬 · 艾華度 · 陳俊樂 · 黃威 |                | 雲迪奴域 · 盧斯安奴 · 葉子俊 · 元洋 · 古斯達禾 |              |                            |

## 外部連結
- 香港足球總會–足總盃（页面存档备份，存于）
- 香港足球總會–足總盃初賽（页面存档备份，存于）